# Rambla de las Ovejas
La rambla de las Ovejas (en valenciano, rambla de les Ovelles), conocida también como barranco de las Ovejas y como rambla de Rambuchar en distintos tramos, es un curso de agua de la provincia de Alicante (España). 

## Curso
Se origina cerca de la cumbre del Maigmó, a 1100 m s. n. m., y recoge las aguas de una amplia vertiente, procedentes de las laderas del las sierras del Maigmó, Cid y otras de menor altura, como la Escobella, a través de numerosas ramblas tributarias, como las de los barrancos del Horno del Vidrio, Almadraba, de las Casas y de Sarganella, este último tras atravesar la zona de Agost; después recoge los barrancos del Negret, de Boqueres y los de la sierra de Fontcalent. Las ramblas Blanca y de Pepior confluyen con el cauce principal, la rambla de Rambuchar, que atraviesa las partidas rurales del noroeste de Alicante, El Moralet, Verdegás y Cañada del Fenollar, y buena parte del término de San Vicente del Raspeig. Tras bordear la Universidad de Alicante, la rambla de Rambuchar se pierde en una zona endorreica y vuelve a originarse el cauce, ya llamado de las Ovejas, aguas arriba del cementerio de Alicante. Finalmente desemboca en la ciudad de Alicante por su parte suroeste, entre los barrios de Gran Vía Sur y San Gabriel.

## Inundaciones
Su cauce, normalmente seco, experimenta fuertes crecidas como consecuencia de lluvias torrenciales, por lo que ha sido canalizada, dotando al cauce de una capacidad potencial de 735 m³/s. La anchura del cauce canalizado es de 55 m justo antes de la desembocadura.
El 20 de octubre de 1982 llegó a una crecida súbita de 400 m³/s. La poca capacidad de desagüe de por entonces en la desembocadura causó un desastre en el barrio alicantino de San Gabriel, situado en el margen derecho del cauce, encontrando las aguas un nuevo trayecto para desembocar en el mar.
En las inundaciones del 30 de septiembre de 1997 llegó a 100 m³/s, y el 20 de septiembre de 2009 a 60 m³/s tras otra gota fría.